# Choulhan Aroukh
 (octobre 2016).
Le Choulhan Aroukh (hébreu : שולחן ערוך « table dressée ») est un code de Loi juive compilé par Joseph Karo au XVIe siècle. Condensé de sa grande-œuvre, le Beit Yossef, et conçu par conséquent sur le modèle de l’Arbaa Tourim, il édicte les lois attenant aux quatre principaux domaines de la vie juive (vie quotidienne, vie « religieuse », vie conjugale et droit civil) en suivant principalement les opinions d’Isaac Alfassi, Moïse Maïmonide et Asher ben Yehiel. Il est complété peu après sa parution par la Mappa (hébreu : מפה « nappe ») de Moïse Isserlès qui amende nombre de ses articles et indique les usages en cours dans les communautés ashkénazes.
Cet ouvrage marque la fin de l'ère des Rishonim et de leurs efforts pour extraire de manière plus ou moins définitive les règles et lois dispersées dans le Talmud. Il devient dès lors la nouvelle référence en matière de Loi juive et, par conséquent, l’un des livres fondamentaux du judaïsme jusqu’à nos jours.

## Élaboration duChoulhan Aroukh
Le Choulhan Aroukh est rédigé par Joseph Karo sur ses vieux jours. Il le conçoit seulement comme un abrégé du Beit Yossef, son grand-œuvre sous le nom duquel il est généralement désigné, et le destine aux jeunes étudiants dépourvus des connaissances et compétences nécessaires au bon usage de cette somme.
 (novembre 2010).

## Ses sources
Le rabbin Joseph Karo s'est principalement référé au Mishné Torah du Rambam (le Code de Maïmonide), au Arbaa Tourim, au Rosh, et au Sefer Ha-halachot du Rif. Il a donc fondé ses Halakhot sur les décisions et lois des Sages Espagnols. Le rabbin Moshé Isserles (le Rama, 1525-1572) écrivit un livre où il cite dans l'ordre chronologique les lois déterminées par le rabbin Joseph Karo dans le Choulhan Aroukh. Ce livre est appelé HaMappa, et donne aussi les annotations du Rama. Il fonda ses Halakhot, lui, sur les décisions et lois des Sages Européens. Toutes les lois données par le Rama sont reliées au Choulhan Aroukh et toute Halakha qui n'est pas donnée par le Rama est acceptée par les Juifs séfarades et ashkénazes. Le Choulhan Aroukh fut imprimé en caractères réguliers et les annotations du Rama y sont disséminées en lettres Rachi.

## Sa structure
Le Choulkhan Aroukh, tout comme son précurseur, le Beth Yosef, est construit sur le modèle de l’Arbaa Tourim. Il y a donc quatre livres, subdivisés en chapitres et paragraphes :
1. Orah Hayim - lois concernant la prière et la synagogue, le shabbat, les fêtes et les différentes bénédictions ;
2. Yore Dea - lois sur l'abattage rituel et la cacheroute, les lois de nidda ainsi que sur la conversion religieuse) ;
3. Even HaEzer - lois sur le mariage, le divorce et sujets afférents ;
4. Hoshen Mishpat - lois sur la finance, les responsabilités financières, les préjudices (personnels et financiers), les règles du Beth Din (tribunal), ainsi que les lois des témoins.

## LeBet Yossef
Le Bet Yossef est le surnom qu'on donne au rabbin Joseph Karo l'auteur du Choulh'an Haroukh. D'ailleurs, celui-ci à aussi écrit un commentaire sur le Rambam (Maimonide) qui s'appelle כסף משנה (kessef michne).
Le Choulhan Aroukh est un condensé d'un travail bien plus grand par le rabbin Karo, intitulé Beth Yosef (hébreu : « maison de Joseph »). 

## Ses commentaires
Des livres d'explication ainsi que des critiques ont aussi été écrits sur le Choulhan Aroukh. En annotations dans le texte, ils sont appelés « Nossei Hakélim » :
- Beer HaGola - Rabbi Moshé Rivkes d'Amsterdam, a annoté les sources du Choulhan Aroukh.
- Biour HaGra - Rabbi Eliyaou de Vilna, a révélé les sources halakhiques du Choulhan Aroukh.
- Meirat Einayim - Rabbi Yeoshoua Folk HaCohen de Levov, corrections des erreurs et compromis des divergences d'opinions entre l'auteur et le Rama.
- Siftei Cohen (Shah) - Rabbi Ben Meir HaCohen de Vilna (1621-1662), a complété le Meirat Einayim.
- Helkat Mehokek - Rabbi Moshé Lima (en) (1605-1655), débat basé sur les sources.
- Beit Shmouel - Rabbi Shmouel ben Rabbi Ouri Shraga Faivel (en), débat basé sur les sources.
- Tourei Zahav (Taz) et Magen David - Rabbi David Shmouel Halevi (1586-1667), comparaison des lois halakhiques plus tardives avec celles du Choulhan Aroukh et extraction des décisions halakhiques.
- Mishna Broura - Rabbin Israël Meir Kagan œuvre monumentale portant sur la première partie du Choulhan Aroukh. Cet ouvrage est aujourd'hui considéré comme étant la référence en matière de Halakha.

## Traductions françaises

### Traduction partielle du Yore Dea
- Rituel du judaïsme. Traduit pour la première fois sur l’original chaldéo-rabbinique et accompagné de notes et remarques de tous les commentateurs, par Jean de Pavly avec le concours de M. A. Neviasky. Publiés à Orléans, 1898-1899 :
  - Premier traité : De l’abatage des animaux (1898).
  - Deuxième traité : Des cas morbides chez les animaux (1898).
  - Troisième traité : Des morceaux de viande percevables par les prêtres (1898).
  - Quatrième traité : Des animaux purs et impurs (1899) (PDF) .

- Rituel du judaïsme. Traduit pour la première fois sur l’original chaldéo-rabbinique et accompagné de notes et remarques de tous les commentateurs, par M. A. Neviasky. Publiés à Orléans (vol.6) puis Paris (vol.7-12), 1898-1899 :
  - Cinquième traité : Du mélange des aliments permis avec les aliments défendus (1901) (PDF) .
  - Sixième traité : Des aliments préparés par un païen & de la vaisselle d’un païen (1901) (PDF) .
  - Septième traité : Des vins destinés aux idoles (1910) (PDF) .
  - Huitième traité : De l’idolâtrie (1910) (PDF) .
  - Neuvième traité : Des prêts à intérêt (1911).
  - Dixième traité : Lois de pureté dans le mariage (1912) (PDF) .
  - Onzième traité : Lois concernant l’immersion (1912).
  - Douzième traité : Des vœux (1914).

### Traduction partielle du Even HaEzer
- Code Rabbinique. Eben Haezer. Traduit par extraits avec les explications des docteurs juifs, la jurisprudence de la cour d’Alger et des notes comparatives de droit français et de droit musulman par E. Sautayra et M. Charleville. Publié à Alger :
  - Tome Ier : Traités Ichoth et Kidouschin (1868) (PDF) .
  - Tome II : Traités Ketouboth, Guittin et Yiboum (1869) (PDF) .

### Traduction partielle du ‘Hoshen Mishpat
- Code civil et pénal du judaïsme, traduit pour la première fois sur l’original chaldéorabbinique. Accompagné de notes et extraits des commentaires, précédé d’une lettre adressée à l’auteur au nom de sa Majesté l’Empereur de Russie par Jean de Pavly. Paris, Ernest Le roux (éditeur), 1896. Fichier PDF.